# Amblyceps torrentis
Amblyceps torrentis es una especie de pez de la familia Amblycipitidae en el orden de los Siluriformes.

## Morfología
• Los machos pueden llegar alcanzar los 9,6 cm de longitud total.

## Hábitat
Es un pez de agua dulce y de clima tropical.

## Distribución geográfica
Se encuentra en la India.